# Filosofía científica
La filosofía científica es la visión metafilosófica según la cual toda la filosofía debe ser una disciplina elaborada en continuidad con la ciencia y desarrollada lo más claramente posible, incluso si es necesario, a veces, también haciendo uso de herramientas formales (lógico-matemáticas). Es un modo de filosofar en el que se elaboran teorías filosóficas sistemáticas (sistemas hipotético-deductivos) sobre problemas de diversa índole, naturales, sociales, etc. y en un rango muy general de problematización (de dominio filosófico) de forma exacta y con auxilio de las ciencias disponibles en su momento, siendo siempre un proyecto revisable y criticable en todo momento.
A veces el adjetivo de 'científica' que compone la expresión se considera también como una mera etiqueta para diferenciar la filosofía informada de ciencia actualizada de toda aquella forma de filosofía que, exacta o vaga, omite en todo caso la ciencia; se sostiene entonces que, en realidad, la filosofía científica es una redundancia para aludir a la filosofía trabajada con rigor que siempre debió elaborarse en tales condiciones. Usualmente se ofrece de forma prescriptiva como el mejor modo racional de encarar una disciplina filosófica. La filosofía científica se puede ver emparentada con el naturalismo epistemológico (moderado) y el naturalismo filosófico como tradición.

## Historia del término

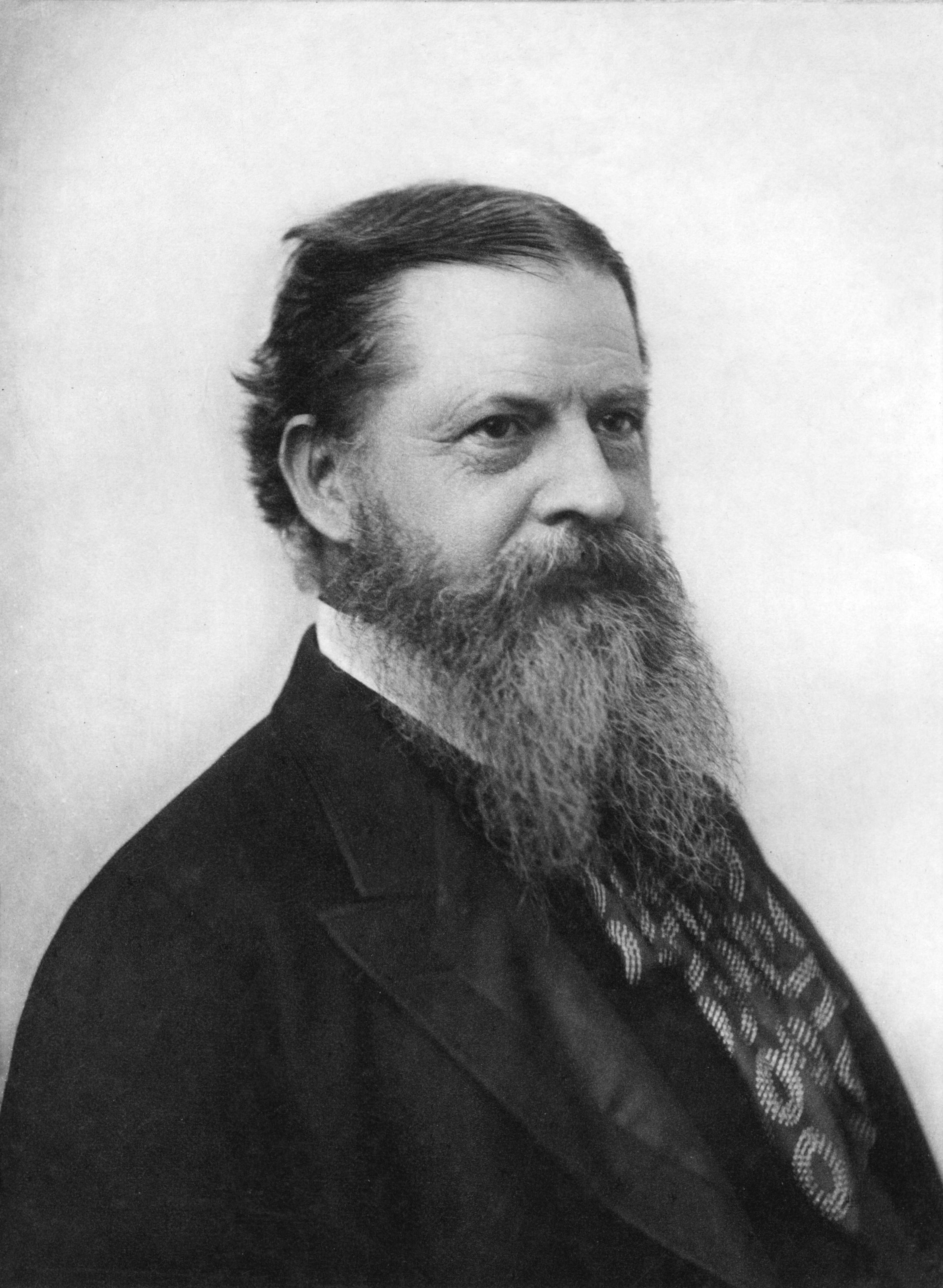
Charles Sanders Peirce, argumentó en favor de una metafísica y filosofía científicas.

La expresión 'filosofía científica' ("wissenschaftliche Philosophie") fue usada por primera vez por Hermann von Helmholtz a mediados del siglo XIX (en 1855) en una conferencia que impartió en Königsberg. Su uso se sistematizó con la obra filosófica y científica del físico estadístico Ludwig Boltzmann a finales del mismo siglo. En estos usos originarios se intentaba hablar de la filosofía científica como una forma de abordar problemas generales o filosóficos bajo métodos disciplinados y con ayuda de todo estudio de rigor, sobre todo las ciencias. También, por ése mismo tiempo, Charles Sanders Peirce defendió tal expresión con un concepto análogo. Más adelante, con el auge del neopositivismo y el positivismo lógico en el primer tercio del siglo XX, muchos autores empirocriticistas, positivistas y empiristas lógicos tanto del Círculo de Viena como del Círculo de Berlín tomaron tal expresión en general para poner de relieve una filosofía de análisis del lenguaje y la actividad científica, centrado ahora ya en el estudio del trabajo científico mismo y con tendencias a evitar elucubrar y teorizar lo máximo posible en temas de ontología, ética o estética. Un ejemplo claro es Hans Reichenbach y su conocido libro "La Filosofía Científica" («The Rise of Scientific Philosophy»). Por esos tiempos otros autores de líneas de pensamiento muy distintas como Martin Heidegger o Edmund Husserl también tomaron tal expresión para aludir a su significado más clásico primeramente expuesto e interpretarlo desde sus marcos filosóficos existencialistas y fenomenológicos. Durante ése tiempo y a mediados del siglo XX, Bertrand Russell también usó la expresión 'filosofía científica' tanto en el sentido original como en la noción de corte positivista. A mediados y finales de ése mismo siglo, la filosofía científica fue revitalizada y defendida bajo su idea originaria también pero con un renovado énfasis en las ciencias modernas por Mario Bunge, intentando retornar al significado clásico de filosofía general trabajada tanto en ontología como ética y epistemología, que persigue ser clara cuando no exacta y ejercerse sobre los materiales de entendimiento más rigurosos disponibles, esto es; las ciencias en la actualidad, y en toda su diversidad. También algunos pensadores y figuras políticas del marxismo revindicaron el materialismo dialéctico como filosofía científica en esos mismos años y con una idea similar a la clásica, aunque ligada a la concepción historicista de la ideología marxista-leninista. Posteriormente autores como Jesús Mosterín o Ferrater Mora usaron también dicho concepto y la misma expresión en el sentido clásico y en el revisitado por Bunge. Actualmente, otros autores siguen defendiendo esta expresión en la misma acepción pero retomándola a través de autores pragmatistas como Peirce, como hace Susan Haack, o Nicholas Rescher. También existen hoy algunos filósofos contemporáneos como Peter Godfrey-Smith, Dutilh Novaes y Daniel Dennett a los que se les denomina "filósofos sintéticos" (a diferencia de los filósofos analíticos y autores continentales) bajo una idea equivalente a la de la filosofía científica en el sentido clásico y general. Aunque existen, además, autores analíticos actuales como James Ladyman y Don Ross que abogan por una metafísica científica en el sentido presente de la expresión "filosofía científica" original. Aparte, hay continuadores de la obra de Mario Bunge que también suscriben tal etiqueta bajo la misma idea de filosofía científicamente informada como Miguel Ángel Quintanilla o Gustavo E. Romero.

## Precursores
Se suele considerar que la filosofía informada científicamente tiene precursores históricos en todos aquellos clásicos que han ejercido la filosofía de un modo en general racional y conforme a los saberes empíricos más concretos disponibles en su momento, aún si estos eran todavía protocientíficos o incluso pre-científicos (y sin importar la falsedad u obsolescencia ulterior de las premisas empíricas aceptadas); filosofía protocientífica y protofilosofía en general. Esto suele conllevar considerar relevantes a autores tradicionales como Platón, Aristóteles, Demócrito, Epicuro, Lucrecio, Tomás de Aquino, Guillermo de Ockham, Francisco Suárez, Hobbes, Spinoza, Holbach, Locke, David Hume, Alexander von Humboldt, Mill, etc.

## Criterios generales para ejercer filosofía científica
No hay un consenso sobre los métodos exactos para demarcar una filosofía científicamente informada y clara sobre otras, pero sí puede discernirse cierta convergencia en condiciones y criterios compartidos entre distintos autores suscritos a esta nomenclatura filosófica. Estas condiciones normativas y metódicas pueden ser (sin un orden concreto ni prioridad o necesidad):
- Tener claridad semántica o poca vaguedad en los enunciados postulados y conceptos definidos, y a veces incluso exactificarlos formalmente.
- Lograr la coherencia interna de las hipótesis y enunciados formulados, sin contradicciones evidentes ni paradojas.
- Mantener una relativamente elevada consistencia externa con las demás ramas de la filosofía y los últimos avances de la ciencia y tecnología del momento.
- Proponer ejemplos mundanos, cotidianos y factibles de distintas situaciones e incluso casos científicos-tecnológicos para argumentar y razonar.
- Perseguir cierta fecundidad con los desarrollos de las ciencias y tecnologías que adopten supuestos de una filosofía científica que les sea relevante.
- Garantizar eficacia o eficiencia social en lograr ciertos valores y fines que se razonan como beneficiosos (este requisito sería más bien opcional y solo más precisado en filosofía práctica: ética, axiología, etc.).

Un sistema de pretensión filosófica o posición semejante (que trate abordar problemas muy generales del mundo, el conocimiento o la acción humana) y que en algún momento no respete la mayor parte de estos requisitos o todos ellos a la vez, se suele considerar desde estas coordenadas entonces como "pseudofilosofía".

## Malentendidos habituales
Cabe aclarar algunas confusiones muy frecuentes alrededor del rótulo, a menudo polémico, de ‘filosofía científica’:

### No es una forma de cientificismo fuerte
Los filósofos científicos actuales no persiguen reducir la filosofía a las ciencias o prescribir que la filosofía se ejerza por medio del método científico empírico. Al contrario, se problematiza en los dominios de discusión tradicionales de la filosofía: la lógica, la semántica, la ontología, la epistemología, la metodología, la axiología, la ética, la praxiología y la estética filosófica. Los filósofos científicos no buscan por lo general reducir ninguna de sus ramas clásicas a ciencias naturales actuales, sino solamente brindar apoyo a tales subdisciplinas filosóficas para evitar especulaciones sin ninguna base a la que atenerse, y aprovechando todas las ciencias para ello, no solamente las formales y naturales. Es en todo caso un cientificismo débil o moderado, pues asume que las ciencias son de vital importancia para informar una fecunda disciplina filosófica frente a otros modos posibles de entender el mundo (la religión, la mística, la mitología, el conocimiento ordinario, el sentido común o la intuición), pero no intenta reducir al único conocimiento válido a lo solamente científico-tecnológico (lo cual podría ser contradictorio), y ni siquiera tiene por qué considerarse que las ciencias son la única mejor herramienta de conocimiento frente a todas las demás, sino que pueden existir varias disciplinas de conocimiento por encima de las demás y que estén estas a su vez en un mismo nivel de prioridad epistémica (ciencia-tecnología-filosofía).

### No es una forma de positivismo
Aunque históricamente la filosofía científica tiene intentos de elucidación dentro del neopositivismo lógico, lo cierto es que en general se toman cierta distancia de muchas posiciones demasiado empiristas y fenomenistas adoptadas generalmente por el positivismo (aunque también cabe entender que las formas de filosofar habitualmente entendidas como "el positivismo", esto es: el positivismo, el empirocriticismo y el neopositivismo, fueron corrientes filosóficas históricamente muy diversas y con gran heterogeneidad de opiniones y pareceres entre sus distintos integrantes). De este modo, no se desprecia en general ni un estudio ontológico genuino ni un trabajo ético normativo y autónomo, ni siquiera en general se minusvalora la posibilidad de trazar ciertos estudios estéticos, mientras se proceda claramente y sobre las ciencias disponibles en el momento de trabajo. Tampoco pretenden los filósofos científicos reducir la disciplina a una tarea de análisis y puesta a prueba de las redes de conceptos presentes o de los términos científicos mismos.

### No es reduccionista
Al abrirse a una sana interacción entre iguales en filosofía y ciencia sería lo contrario a un reduccionismo a alguna de ambas disciplinas. La mayoría de autores actuales que se circunscriben a la filosofía científica, bien ya se consideren naturalistas o sean autoidentificados como materialistas, raramente defienden enfoques fisicalistas, sino que por contra suelen tener enfoques inclusivos en los distintos sistemas de organización a estudiar y trabajar, todos ellos reales y naturales pero no agotables en la mera física (sea cuántica, mecánica, relativística, etc.). Por lo que tampoco se podría considerar una forma de filosofía reduccionista en cuanto a rasgos y temáticas del entendimiento. Además, se toma en consideración todas las ciencias: formales y fácticas; sociales, naturales y biosociales. Luego no se intenta tampoco reducir el apoyo de la filosofía en la ciencia a las solas ciencias naturales. Debido a esto la filosofía científica no puede considerarse un naturalismo epistemológico radical que pretenda agotar las distintas ramas de la filosofía en determinadas disciplinas científicas, como quizás Quine pretendía con la epistemología respecto a la psicología y fisiología. Tampoco esperan la mayor parte de autores filosófico-científicos que algún día la ciencia agote y abarque todas las cuestiones filosóficas aún existentes; si bien no hay oposición a que cada vez más interrogantes se puedan ir dilucidando en disciplinas empíricas más especializadas, en términos globales se mantiene la idea de que siempre existirán determinados problemas genuinamente filosóficos (semánticos, ontológicos, epistemológicos, axiológicos y éticos) irreductibles a ninguna ciencia y necesarios para ejercer la actividad científica.

### No es necesariamente filosofía analítica
La filosofía científica comparte la claridad y uso de herramientas formales que suele darse en la conocida popularmente como filosofía analítica, pero también se distancia de ella en varios aspectos importantes en general que sí sostienen los autores considerados como analíticos frecuentemente (en tendencia), como: el énfasis excesivo en el lenguaje, hacer análisis sin sintetizar sistemas teóricos, abordar problemas muy marginales por aislados y pequeños en cuanto a importancia de sus implicaciones y relevancia teórica, etc. Se puede considerar que la filosofía científica es una filosofía más bien sintética (y por ende ya recoge la parte analítica también, pues no hay síntesis genuina sin un análisis precedente). Esto sucede porque la filosofía científica no solo intenta ser tolerada por los avances científicos de su momento, sino porque también trata de potenciar nuevos avances y ayudar con fecundidad a la investigación; por lo que intenta abordar problemas relevantes y de interés, con gran potencia, antes que trabajar micro-problemas. En resumen: la filosofía científica no sería filosofía analítica, pero tampoco la excluye, solo la complementa con los aspectos sintéticos de las ciencias. El filósofo científico considera que hay problemas filosóficos legítimos, pero también se ocupa de disolver pseudo-problemas cuando estos entorpecen las investigaciones. Además, el filósofo científico espera que sus propuestas sean evaluables y aceptadas provisionalmente o rechazadas de acuerdo al análisis racional y la mejor evidencia empírica disponible. Tampoco cabe concebir el uso de herramientas formales al exactificar ciertas teorías e hipótesis en filosofía, sea científica o no, como una pretensión exagerada y prepotente, pues solo se exige claridad expresiva y teórica, y solo cuando sea necesario o altamente deseable usar formalizaciones. Para acabar, se puede considerar adicionalmente que, si bien la filosofía científica no es tampoco filosofía experimental, puede solaparse y complementarse con esta de sugerir ciertas investigaciones científicas por motivos sobre todo filosóficos y que los resultados empíricos puedan beneficiar tal discusión filosófica.

### No toma a la ciencia por perfecta e incriticable
Para los defensores de la filosofía científica, la ciencia es una actividad social tan criticable como la propia filosofía y cualquier otra disciplina. En la filosofía científica se considera que, una vez basada en datos de las ciencias disponibles que le sean relevantes en ciertos temas, puede a su vez mediante sus análisis y teorías criticar aspectos y rasgos de las actividades científicas. Por ende, no se defiende que unilateralmente la ciencia base a la filosofía sin cuestionar esta a aquella, sino que se espera que exista una sinergia o círculo virtuoso que retroalimente teóricamente ambas disciplinas, y que se ayuden mutuamente señalando y corrigiendo errores así como aportando datos y postulados. Por ejemplo, los filósofos científicos pueden revisar el exceso de confianza en el supuesto método científico por parte de los científicos e incluso criticar que realmente exista un solo método científico semejante. De este modo se toma tanto a la ciencia como a la filosofía como criticables y actualizables en su dinámica teórica, y no se glorifica necesariamente ningún campo de saber particular aunque se reconozcan importantes méritos en algunas áreas disciplinadas.

### No desprecia la tradición filosófica precedente
En filosofía científica se tiene conciencia de que la propuesta tiene precedentes (cómo se vio en anteriores apartados) en el aristotelismo y su continuidad en el tomismo, también en el empirismo inglés, la Ilustración como movimiento histórico, posteriormente también en el positivismo, y finalmente en los materialismos no-reductivistas y no-fisicalistas de finales del siglo XX y principios del XXI. No se pretende sostener que sea una posición radicalmente original y novedosa, si bien se sostiene que con el advenimiento de la ciencia moderna sí hay un salto cualitativo y cuantitativo en cuanto a métodos y enraizamiento en las nuevas ciencias con mayor madurez. Pero, de todos modos, se consideran una gran diversidad de precursores y precedentes, aunque se puedan considerar ya obsoletos y proto-filosóficos la gran mayoría de sus propuestas, aunque fecundas y necesarias para el avance de la disciplina (de igual modo que en ciencias hay teorías y sistemas obsoletos y protocientíficos que, no obstante, en su tiempo eran fértiles y totalmente legítimos de defender). Se da importancia a los trabajos de autores ya tradicionales como Aristóteles, Tomás de Aquino, Guillermo de Ockham, Francis Bacon, Descartes, John Locke, David Hume, John Stuart Mill, Hans Reichenbach, Karl R. Popper, Bertrand Russell, Wilfrid Sellars, Willard Van Orman Quine, incluyendo a otros autores populares más actuales, del siglo XX en adelante, tales como ciertas etapas de Hilary Putnam, Susan Haack, etc. En cambio, sí se rechazan otros sistemas y autores que se consideran oscuros, que sean ajenos e incluso contrarios a los materiales científicos y protocientíficos de su tiempo, etc. (generalmente suelen quedar en tal categoría el relativismo y el escepticismo radicales, el nihilismo, el misticismo, el idealismo tradicional, el postmodernismo o postestructuralismo, ciertas formas de existencialismo y fenomenología, la teología ortodoxa, el decolonialismo, el psicoanálisis, etc., en general las corrientes popular y vagamente consideradas como filosofía continental). Esto es, los filósofos científicos filtran autores y sistemas clásicos pero no rechazan toda la tradición filosófica precedente.

### No solamente se compatibiliza la filosofía con las ciencias, también se persigue impulsar nuevos avances
En filosofía científica no se entiende la adecuación y enraizamiento en las ciencias como una mera tolerancia a lo científico, sin simplemente desdecirlo pero tampoco ajustándose en la ciencia actual. Cuando, desde este enfoque, se habla de una "base científica" para los sistemas filosóficos rigurosos se pretende un encaje mutuo de saberes y postulados filosóficos en las ciencias (el realismo, el materialismo, el determinismo, la ethos de honradez y cooperación, etc.) y de datos y teorías científicas en los sistemas filosóficos (la relatividad general y la física cuántica en ontología, las teorías cognitivas, psicobiológicas y leyes conductistas en filosofía de la mente y epistemología, etc.). Y se persigue además una sana guía y auxilio mutuo, en que tal interacción teórica mutua resulte fecunda y positiva: que logre generar avances al adoptar un enfoque filosófico-científico en ciencias (y al adoptar una base científica consciente de su matriz filosófica para la filosofía).

### No desprecia el valor de otras formas de filosofía
Desde la filosofía científica no se descarta el valor de otras formas de filosofía, solamente se razona que la forma más valiosa de filosofar es la filosofía precisa y nutrida con los materiales científicos disponibles en cada época. Por lo tanto, desde este marco pueden evaluarse la bondad y virtud tanto de protofilosofías embrionarias como de filosofías clásicas (véase el precedente apartado de "Precursores" y la sección de "No desprecia la tradición filosófica precedente") y semi-filosofías que puedan argüirse como prometedoras. Del mismo modo, también reconoce el valor de la filosofía informada por materiales de orden no-científico que puedan catalizar ulteriores estudios filosóficos científicamente informados. Puesto en un ejemplo directo: la filosofía científica puede valorar a bien la filosofía del cine o la música (desde una estética científicamente nutrida) en un estado de elaboración inicial, pero siempre valorará ante todo una filosofía comunicada con las ciencias y técnicas cinematográficas o una filosofía musicológicamente informada, respectivamente, al considerar el conocimiento a través de las ciencias como más aproximado y riguroso que el conocimiento alterno sobre los distintos objetos de estudio, aunque no rechace tampoco este -más bien lo incluye y refina -. Esto es, como ejemplo alternativo: en filosofía científica se valora la filosofía del deporte pero, sobre todo, se valora la filosofía informada por las ciencias del deporte (que incluye ya al deporte como actividad acerca de la cual conocer).

### No es lo mismo filosofía científica que filosofía de la ciencia
La filosofía de la ciencia se considera desde la filosofía científica generalmente como una sub-rama de la epistemología o gnoseología. Mientras que la filosofía de la ciencia estudia y analiza las distintas ciencias (filosofía de la física, filosofía de la biología, filosofía de la sociedad, filosofía de la tecnología, filosofía de la historia, etc.), la filosofía científica intenta universalmente tomar los materiales científicos para abordar toda cuestión filosófica genuina (y a veces solapadas estas con determinadas cuestiones científicas generales, como la pregunta por el qué es la vida -se solapan otología y filosofía de la biología con la biología misma- o qué es la mente -se solapan filosofía de la mente con la psicología y las neurociencias-). Por lo tanto, no pueden confundirse ambas: la filosofía científica es adoptar un enfoque continuo con las ciencias en todas las temáticas genuinamente filosóficas, no solamente las epistemológicas; también las semánticas, ontológicas, éticas y estéticas. Por ello, se mantiene entonces que la filosofía de la ciencia puede ejercitarse con base en una filosofía científica, o no (por ejemplo, una filosofía de la ciencia en exceso relativista que considere cada ciencia como una mera herramienta política sin potencia racional alguna). Y, consecuentemente, los filósofos científicos abogan por una filosofía de la ciencia nutrida científicamente para poder analizar y aplicarse a las actividades científicas particulares de modo óptimo.

## Sistemas filosófico-científicos en la actualidad

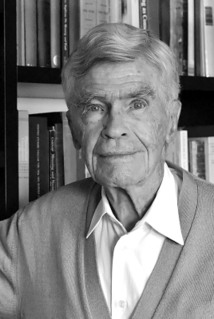
Mario Bunge, promovió la filosofía científica a mediados y finales del, así como también a principios del

No son muchos los sistemas y posiciones filosóficas particulares que se pueden entender hoy en día dentro de la catalogada como filosofía científica, pero se pueden considerar:
- La filosofía sintética del último periodo de trabajo de Bertrand Russell.[35]
- El idealismo pragmatista de Nicholas Rescher.[36]
- El pragmatismo neoclásico de Susan Haack.[37]
- El materialismo sistémico de Mario Bunge[38] y Gustavo E. Romero[21].
- El materialismo australiano fundado por John Anderson y continuado por J. J. C. Smart, David Malet Armstrong y otros.[39]
- El materialismo filosófico o discontinuista de Gustavo Bueno revisado por Lino Camprubí y Javier Pérez Jara.[40]
- El naturalismo científico de Eero Byckling o Peter Gibson.[41][42]

## Críticas al proyecto de la filosofía científica
Al enfoque filosófico-científico de corte positivista se le critican las principales objeciones que se suelen realizar al neopositivismo lógico. Contra el proyecto clásico, así como el actual de filosofía científica, se suele esgrimir que hay más formas de hacer filosofía que el enfoque de filosofar informados por las ciencias, y que pueden ser de igual calidad e incluso superiores al estudio filosófico-científico. También se puede argumentar que cabe considerar a la misma filosofía como una actividad social que no solamente es disciplinar y de rigor, sino también artística y literaria. A su vez se suelen dirigir críticas a la parte ética y práctica de la mayoría de filosofías científicas y sistemas tales, al tener menos desarrolladas los trabajos y estudios en áreas sociales y políticas de vital importancia. A menudo se intenta revisar su nomenclatura dado el aparente oxímoron que causa el término "filosofía científica" en el receptor poco habituado, buscando sustitutos en su lugar que expresen mejor al público general el concepto de dicho rótulo, como "filosofía sintética", "filosofía analítico-sintética", "Gran Filosofía", "naturalismo meta-epistemológico moderado", etc. También una parte de la crítica vendría por escuelas fenomenológicas que caractericen la filosofía como un saber primero y previo a las ciencias, que no pueden tomar su base en ella. Por último, a veces además se pone foco en que el enfoque filosófico-científico es demasiado estrecho y exageradamente duro al evaluar otras formas de filosofía, descartándolas fácilmente como pseudofilosofía o filosofía a-crítica.